# Zemplínska Nová Ves
Zemplínska Nová Ves (maďarsky Zemplénújfalu) je obec na Slovensku. Nachází se v Košickém kraji, v okrese Trebišov. První písemná zmínka o obci je z roku 1263.
Obec má rozlohu 10,7 km² a leží v nadmořské výšce 122 m. K 31. 12. 2011 v obci žilo 906 obyvatel, což představuje hustotu osídlení 84,67 obyv./km².
Obec se skládá ze dvou částí, a to z části Úpor a z části Zemplínský Klečenov. Dnes již samostatná obec Stanča byla donedávna také částí obce. Obecní úřad se nachází v Úporu na Hlavní ulici. V budově obecního úřadu sídlí i pošta.